# 广东新耳草
广东新耳草（学名：Neanotis kwangtungensis）为茜草科新耳草属下的一个种。

## 扩展阅读
- 維基物種上的相關：广东新耳草